# Lichenochora gahavisukae
Lichenochora gahavisukae är en lavart som beskrevs av Diederich 1997. Lichenochora gahavisukae ingår i släktet Lichenochora, ordningen Phyllachorales, klassen Sordariomycetes, divisionen sporsäcksvampar och riket svampar.   Inga underarter finns listade i Catalogue of Life.